# Marinho Peres
Mario Peres Ulibarri (Sorocaba, 19 de marzo de 1947 - Sorocaba, 18 de septiembre de 2023) fue un futbolista brasileño. Se desempeñó como defensa central, capitaneó a la Selección de fútbol de Brasil en la Copa Mundial de Fútbol de 1974 en Alemania y también fue director técnico y formador de jugadores. Era hijo de españoles.

## Clubes como jugador
- São Bento (1965-1967)
- Portuguesa (1968-1971)
- Santos (1972-1974)
- FC Barcelona (1974-1976)
- Internacional (1976-1977)
- Galícia (1977)
- Palmeiras (1978)
- Galícia (1978)
- Palmeiras (1979)
- América-RJ (1980-1981)

## Trayectoria como entrenador
- América-RJ (1981-1982)
- Vitória Guimarães (1986-1987)
- Belenenses (1987-1988)
- Santos (1989)
- Belenenses (1988-1989)
- Santos (1990)
- Sporting (1990-1992)
- Vitória Guimarães (1992-1993)
- União São João (1995)
- Botafogo (1995)
- União São João (1996)
- Botafogo (1997)
- Marítimo (1997-1998)
- El Salvador (1998-1999)
- Belenenses (2000-2002)
- Juventude (2003)
- Belenenses (2002-2003)
- Paysandu (2006)
- Atlético Sport Aviação (2009)
- Belenenses (2011)

### Palmarés (entrenador)
- Copa de Portugal (1): 1989 (con Belenenses)